# Grande Vanité
Grande Vanité est une nature morte allégorique baroque de 1641 de l'artiste alsacien Sébastien Stoskopff. Elle est conservée au musée de l'Œuvre Notre-Dame de Strasbourg.

## Analyse
La peinture est la dernière, la plus grande et la plus ambitieuse des natures mortes de vanité de Stoskopff, et figure la somme de ses réalisations picturales à ce stade de sa carrière alors qu'il vient de s'installer à nouveau dans sa ville natale de Strasbourg, après de nombreuses années à Paris. Parmi les multiples éléments symboliques de son iconographie relatifs à la fragilité de l'existence et de la mort, il cite une gravure de Jacques Callot, représentant un bouffon.
Les trois hanaps élaborés dans le bord supérieur gauche du tableau sont des représentations fidèles des œuvres de son beau-frère, Nicolas Riedinger, maître orfèvre à Strasbourg depuis 1609.
L'ensemble de la composition reprend fidèlement la Nature morte de cuisine avec une tête de veau de 1640, qui est déjà une sorte de Memento mori.
Un poème en allemand écrit à la craie sur un tableau suspendu au côté gauche de la table révèle le sens du tableau :
« Kunst, Reichtum, Macht et Kühnheit stirbet,
Die Welt und all ihr Tun verdirbet,
Ein Ewiges kommt nach dieser Zeit

Ihr Toren, flieht die Eitelkeit, »
« Art, Richesse, Pouvoir et Audace meurent,
Le monde et tout ce qu'il fait périt,
L'éternité arrive une fois ce Temps terminé,

Imbéciles que vous êtes, fuyez Vanité. »

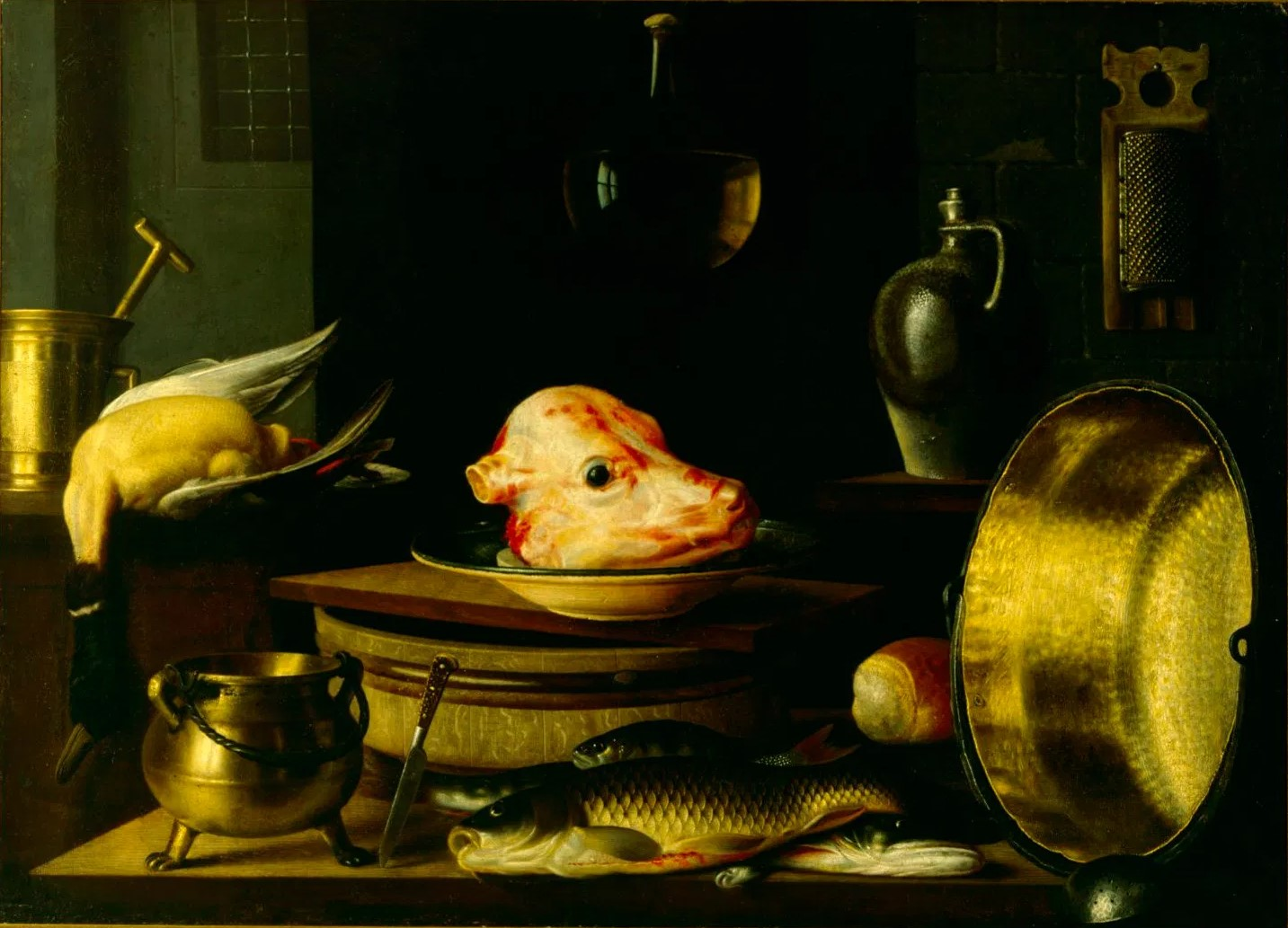
Nature morte de cuisine avec une tête de veau, Musée de la Sarre, Sarrebruck.